# Adrián Mateos
Adrián Mateos Díaz (* 1. Juli 1994 in Madrid) ist ein professioneller spanischer Pokerspieler.
Mateos gilt als einer der besten Turnierspieler der Welt. Er hat sich mit Poker bei Live-Turnieren mehr als 38,5 Millionen US-Dollar erspielt und ist damit der erfolgreichste spanische Pokerspieler. Mateos ist vierfacher Braceletgewinner der World Series of Poker, bei der er 2013 das Main Event der World Series of Poker Europe, 2017 die Heads-Up Championship und 2021 das Super High Roller gewann. Darüber hinaus triumphierte er bei der European Poker Tour 2015 beim Main Event sowie 2022 beim Super High Roller und entschied 2019 das Main Event und Super High Roller der partypoker Millions World Bahamas für sich. Der Spanier stand ab November 2017 für 20 Wochen in Serie an der Spitze der Pokerweltrangliste und wurde 2019 als einer der 50 besten Spieler der Pokergeschichte genannt.

## Pokerkarriere

### Werdegang
Mateos lebt in London. Er spielt auf der Onlinepoker-Plattform PokerStars unter dem Nickname Amadi_017. Seit Oktober 2017 wird der Spanier von der französischen Plattform Winamax gesponsert, bei der er als Amadi_17 auftritt.
Seine erste Geldplatzierung bei einem Live-Turnier erzielte Mateos Ende Oktober 2012 in Madrid. Ebenfalls dort gewann er Ende Januar 2013 das Main Event der Estrellas Poker Tour und sicherte sich über 100.000 Euro. Mitte Oktober 2013 siegte er beim Main Event der World Series of Poker Europe im französischen Enghien-les-Bains. Dafür setzte er sich gegen 374 andere Spieler durch und erhielt eine Million Euro Preisgeld sowie ein Bracelet. Knapp zwei Monate später platzierte er sich erstmals bei einem Main Event der European Poker Tour (EPT) im Geld und belegte in Prag den 93. Platz für rund 11.000 Euro. Anfang Mai 2015 gewann der Spanier das Main Event der EPT in Monte-Carlo und sicherte sich eine Siegprämie von mehr als einer Million Euro. Im Juli 2015 war er auch erstmals bei der Hauptturnierserie der World Series of Poker (WSOP) im Rio All-Suite Hotel and Casino am Las Vegas Strip erfolgreich und landete im Main Event auf dem 750. Platz. Bei der WSOP 2016 gewann Mateos ein Turnier in der Variante No Limit Hold’em und erhielt sein zweites Bracelet sowie eine Siegprämie von mehr als 400.000 US-Dollar. Ende April 2017 siegte er beim Eight Max Shot Clock der PokerStars Championship in Monte-Carlo für 908.000 Euro. Bei der WSOP 2017 gewann der Spanier die Heads-Up Championship und damit über 330.000 US-Dollar Siegprämie sowie als bisher jüngster Spieler ein drittes Bracelet. Mitte Oktober 2017 belegte er beim Main Event der Triton Poker Series in Macau den vierten Platz für umgerechnet knapp 900.000 US-Dollar. Vom 30. November 2017 bis 17. April 2018 stand Mateos für 20 Wochen in Serie an der Spitze der Pokerweltrangliste. Insgesamt sammelte er im Jahr 2017 die meisten Punkte im Ranking des vom Global Poker Index errechneten Player of the Year und wurde auch vom Card Player Magazine als Player of the Year ausgezeichnet. Mitte Januar 2018 erreichte er beim Main Event des PokerStars Caribbean Adventures (PCA) auf den Bahamas den Finaltisch und erhielt für seinen vierten Platz ein Preisgeld von knapp 400.000 US-Dollar. Im April 2018 kam der Spanier bei beiden €25k Super High Roller der partypoker Millions in Barcelona an den Finaltisch und wurde jeweils Vierter für Preisgelder von 419.000 Euro. Mitte Dezember 2018 belegte er beim Super High Roller Bowl im Aria Resort & Casino am Las Vegas Strip den mit 972.000 US-Dollar dotierten fünften Platz. Im Rahmen der 50. Austragung der World Series of Poker wurde er im Juni 2019 als einer der 50 besten Spieler der Pokergeschichte genannt. Im November 2019 gewann Mateos das Millions Super High Roller der partypoker Millions World Bahamas und erhielt aufgrund eines Deals ein Preisgeld von rund 520.000 US-Dollar. Anschließend setzte er sich auch beim Main Event der Turnierserie durch und sicherte sich aufgrund eines Deals mit zwei anderen Spielern mehr als 1,1 Millionen US-Dollar. Beim Super High Roller Bowl Russia in Sotschi belegte der Spanier Mitte März 2020 den mit 800.000 US-Dollar dotieren fünften Platz. Bei der WSOP 2021 setzte er sich beim Super High Roller durch und erhielt sein viertes Bracelet und sein bisher höchstes Preisgeld von mehr als 3,2 Millionen US-Dollar. Anfang Mai 2022 gewann Mateos in Monte-Carlo das EPT Super High Roller mit einer Siegprämie von knapp 1,4 Millionen Euro. Bei der WSOP 2022, die erstmals im Bally’s Las Vegas und Paris Las Vegas ausgespielt wurde, beendete er das 250.000 US-Dollar teure Super High Roller als Vierter und sicherte sich knapp 1,4 Millionen US-Dollar. Im Januar 2023 durchbrach er nach drei Geldplatzierungen beim PokerGO Cup als erster Spanier die Marke von 30 Millionen US-Dollar an kumulierten Turnierpreisgeldern. Wenige Tage später belegte er beim PCA Super High Roller den dritten Rang und erhielt aufgrund eines Deals mit Seth Davies und Isaac Haxton eine Auszahlung von über einer Million US-Dollar. Im März 2023 wurde der Spanier beim Main Event der Triton Series in Hội An Vierter und sicherte sich rund 1,2 Millionen US-Dollar. Bei der WSOP 2023 belegte er beim 100.000 US-Dollar teuren High Roller den mit mehr als 1,1 Millionen US-Dollar dotierten dritten Platz. Ende Oktober 2023 wurde Mateos beim Main Event der Triton Series in Monte-Carlo Zweiter und wurde nach einem Deal mit Matthias Eibinger mit über 3,1 Millionen US-Dollar prämiert.

### Preisgeldübersicht
Mit erspielten Preisgeldern von über 38,5 Millionen US-Dollar ist Mateos der erfolgreichste spanische Pokerspieler.
| Jahr   | Preisgeld (in $) | Turniersiege |
| ------ | ---------------- | ------------ |
| 2012   | 42.894           | 1            |
| 2013   | 1.630.866        | 2            |
| 2014   | 411.092          | 0            |
| 2015   | 1.784.406        | 3            |
| 2016   | 2.499.218        | 1            |
| 2017   | 5.881.228        | 4            |
| 2018   | 4.995.651        | 3            |
| 2019   | 2.739.583        | 3            |
| 2020   | 1.399.500        | 0            |
| 2021   | 3.829.750        | 2            |
| 2022   | 4.561.414        | 3            |
| 2023   | 8.964.554        | 2            |
| gesamt | 38.740.156       | 24           |

### Braceletübersicht
Mateos kam bei der WSOP 53-mal ins Geld und gewann vier Bracelets:
| Jahr   | Buy-in    | Turnier                                | Teilnehmer | Preisgeld   |
| ------ | --------- | -------------------------------------- | ---------- | ----------- |
| 2013 E | 010.450 € | Main Event – No-Limit Hold’em          | 0375       | 1.000.000 € |
| 2016 E | 001.500 $ | Summer Solstice No-Limit Hold’em       | 1840       | 0.409.171 $ |
| 2017 E | 010.000 $ | Heads Up No-Limit Hold’em Championship | 0129       | 0.336.656 $ |
| 2021 E | 250.000 $ | Super High Roller No-Limit Hold’em     | 0033       | 3.265.362 $ |